# Ewig Dein (Film, 2024)
Ewig Dein ist ein österreichisch-deutscher Fernsehfilm aus dem Jahr 2024 von Regisseurin Johanna Moder mit Julia Koschitz und Manuel Rubey. Das Drehbuch von Freya Stewart und Johanna Moder basiert auf dem 2012 veröffentlichten gleichnamigen Roman von Daniel Glattauer. Die Premiere des Thrillers war am 26. August 2024 am Festival des deutschen Films in Ludwigshafen.

## Handlung
Judith Löbmeyr ist Besitzerin eines Wiener Lampengeschäfts, das sie geerbt hatte. Ihr Großvater entwarf unter anderem Luster für die Metropolitan Opera. Unterstützt wird Judith von ihrem Lehrmädchen Bianca Weber. Im Supermarkt lernt sie eines Tages den 42-jährigen Architekten Hannes Bergtaler kennen, zwischen den beiden entwickelt sich eine Liebesbeziehung. Auf den ersten Blick scheint alles perfekt, er ist sehr zuvorkommend und großzügig und auch Judiths Freunde sind von ihm begeistert.
Hannes war zuvor mit einer Apothekerin liiert, die unter Depressionen litt und nicht mehr lebt. Er hatte in München studiert und sich als Architekt auf Apotheken spezialisiert. Judith und der mit ihr befreundete Gerd waren vor 25 Jahren für drei Wochen liiert, Hannes ist eifersüchtig. Zu Beginn genießt Judith seine Liebe, allerdings fühlt sie sich bald durch seine intensive Zuwendung eingeengt. Auf einer spontanen Reise nach Venedig merkt sie, dass irgendetwas mit ihm nicht stimmt. Nachdem Judith seine Zuwendung zu viel wird, beendet sie die Beziehung. Hannes will das jedoch nicht akzeptieren und beginnt, sie zu stalken und ihr immer wieder aufzulauern.
Die Freunde von Judith erzählen ihr auf ihrer Geburtstagsfeier, dass sie laut Hannes nur eine Beziehungskrise haben und sich das wieder einrenken werde. Valentin behauptet, dass es ein typisches Muster von Judith sei, davonzulaufen, wenn sie geliebt wird. Judith dagegen wundert sich, dass alle ihre Freunde hinter ihrem Rücken mit Hannes reden. Außerdem findet sie keinerlei Spuren eines Hannes Bergtaler im Internet, weder einen Eintrag seines Büros oder zu Projekten noch Profile in den sozialen Medien. Hannes taucht später auf Judiths Geburtstagsfeier auf, zu der er von Roland eingeladen wurde. Während Hannes der Meinung ist, dass sie Hilfe braucht, droht Judith damit, ihn umzubringen, falls er sie nochmals anfassen sollte.
Als Judith Hannes zur Rede stellen will und ihm nachläuft, wird sie von einem Auto angefahren und landet im Krankenhaus.
In der Klinik erhält Judith von Hannes weiterhin immer wieder große Sträuße mit gelben Rosen, was ihr Angst macht. Zuvor hatte Hannes sie in den anfänglich noch schönen gemeinsamen Zeiten noch unter anderem mit roten Rosen überschüttet, was ihr auch da schon zunehmend zu viel wurde. Das Gefühl, von Hannes schier erdrückt zu werden, führte schließlich auch dazu, dass Judith in Venedig die Beziehung mit Hannes beendete, was von diesem jedoch nicht akzeptiert wurde. Fortan hatte er Judith mit gelben statt roten Rosen geradezu überschwemmt und einzig Bianca war Zeugin geworden, wie Hannes Judith nach der Trennung vor ihrem Laden aufgelauert und bedrängt hatte, zu ihm zurückzukommen.
Auch in der Klinik wird Judith von ihrer Ärztin nicht geglaubt, dass Hannes sie verfolgt und ihr Leid zufügen will, da dieser auch dort glaubhaft machen kann, dass er der angeblich psychisch kranken Judith nur helfen will und sie über alles liebt. Zu Judiths Erleichterung wird sie im Krankenhaus aber auch von ihrem besten Freund Gerd besucht, dem einzigen Menschen aus ihrem engsten Umfeld, der ihr schließlich endlich glaubt, dass Hannes sie verfolgt und ihr Böses tun will. Gerd verspricht Judith, sie fortan vor Hannes zu beschützen. Doch als Gerd die Klinik verlässt und mit seinem Auto davonfährt, wird er von Hannes verfolgt, der in seinem eigenen Auto schon auf ihn gewartet hatte. Die Szene wird nicht weitergeführt, doch als Zuschauer ahnt man bereits, dass Gerd wohl von Hannes etwas angetan wurde, zumal Gerd fortan in den weiteren Geschehnissen erstmal nicht mehr auftaucht.
Nach ihrer Entlassung erfährt Judith von ihrer Mutter Edith, dass diese Bianca in der Zwischenzeit gekündigt hat, weil in Judiths Ladenkasse 2.000 Euro gefehlt hatten. Edith wurde von Hannes während Judiths Krankenhausaufenthalt im Laden unterstützt. Laut Ali, der Hannes erneut zu einem Treffen mit Judith einlädt, soll sie ihre diagnostizierte Psychose endlich akzeptieren, um wieder genesen zu können. Judith fragt manchmal nach Gerd, erhält aber keine Antwort.
Biancas Freund ist bei einem Blumenhändler tätig, zu dessen Kunden auch Hannes gehört. Seine Bestellungen lauten dort auf den Namen Wolfgang Peratoni, eine davon ist ein Grabkranz für Isabelle Peratoni mit der Inschrift Ewig Dein.
In ihrer Post findet Judith die Parte von Gerd, der während Judiths Krankenhausaufenthalt verstorben ist, nachdem er zuvor im Koma gelegen hatte. Judith dreht völlig durch, da sie wohl ahnt, dass Hannes hier seine Finger im Spiel gehabt haben könnte. Aber sie wird von Hannes ruhig gestellt, der sich fortan immer mehr und schließlich alleine um sie kümmert, da sie immer unselbstständiger und apathischer wird und im Zuge dessen von Hannes sogar mit zerdrückten Bananen gefüttert wird. Judith erinnert sich an die vielen Bananen, die Hannes bei ihrem Kennenlernen im Supermarkt gekauft hatte und mit denen er wohl vor ihrem Tod auch die Apothekerin gefüttert hatte. Judith fällt zudem auf, dass sie keine Anrufe mehr erhält – Hannes hat ihren Vertrag gekündigt und kümmert sich ausschließlich um sie, Judith hat keine eigenen Kontakte mehr zur Außenwelt.
Gegenüber Judith gibt Hannes außerdem an, dass er seine Mutter vergiftet hat, als er 16 war, offenbar ebenfalls mit Medikamenten in zerdrückten Bananen. Laut Hannes sei Selbstwirksamkeit das Mittel um glücklich zu werden. Judiths Mutter ist im Krankenhaus mit einem Insulinschock und kann deshalb ebenfalls nicht mehr mit Judith in Kontakt treten. Als Zuschauer kommt der Verdacht auf, dass Hannes auch mit dem Insulinschock von Judiths Mutter zu tun haben könnte, damit er Judith wirklich ganz für sich alleine hat. Hannes nützt die hilflose und geistig zunehmend verwirrte Judith immer mehr für seine perfiden Zwecke und vergeht sich auch immer wieder sexuell an ihrem wehrlos daliegenden Körper. Judith kann die Vergewaltigungen nur noch wie leblos über sich ergehen lassen.
Judiths ehemalige Angestellte Bianca Weber ist die Einzige, die noch versucht, zu Judith durchzudringen, was von Hannes aber verhindert wird. Doch Bianca gibt nicht auf und erstattet schließlich Anzeige bei der Polizei gegen Hannes, wonach Judith gegen ihren Willen von Hannes festgehalten wird. Hannes dagegen möchte Bianca wegen des angeblichen Diebstahls aus der Ladenkasse anzeigen. Während Hannes die Polizisten dazu aufs Revier begleitet, sucht Judith mit letzter Kraft die Wohnung gegenüber auf, zu der Hannes die Schlüssel hat. In dieser findet Judith eine Reihe von Fotoalben und Videos mit ihr und auch mit anderen Frauen, die Hannes bereits vor ihr schon krankhaft intensiv verfolgt hat. Judith taumelt schließlich barfuß auf die Straße und fleht dort Passanten überwiegend durch gehetzte Blicke und ziemlich wortlos um Hilfe an, die sich aber aufgrund Judiths seltsamen Verhaltens von ihr abwenden und weggehen. In ihrer Verzweiflung flüchtet Judith deshalb in ihren nahen Laden mit den Kronleuchtern, zu dem sie sich mit ihrem mitgenommenen Schlüssel Zutritt verschaffen kann. Von dort aus ruft sie Bianca an, die wiederum die Polizei alarmiert und Judith zudem zu Hilfe eilt. Konfrontiert mit Hannes, der ihr dorthin gefolgt war, lässt Judith einen schweren Luster auf diesen fallen und sticht dann noch auf Hannes ein, weil dieser seinen schweren Verletzungen durch die spitzen Kristalle noch nicht erlegen war.
Bianca ist inzwischen eingetroffen und in einer ihrer Halluzinationen glaubt Judith kurzzeitig, sie hätte mit dem Luster und ihren zusätzlichen Messerstichen Bianca statt Hannes getötet. Doch dann sieht sie doch wieder Hannes in seinem Blut tot am Boden liegen und klammert sich dankbar und weinend an die neben ihr stehende Bianca, die sie wohl doch nicht erstochen hat.
In der nächsten Szene wird Judith vor ihrem Laden in eine Wärmedecke gehüllt vom Notarzt medizinisch versorgt, der Alptraum scheint vorbei.
Zuletzt sieht man die Einblendung einer Männerhand, die mit dem Ring mit einem großen Stein spielt, den Hannes Judith in Venedig angesteckt hatte. Judith hatte den Ring aber wieder abgelegt, als sie sich nach der Vergewaltigung durch Hannes in Venedig von diesem getrennt hatte.
Dieser Ring wurde auch in der ersten Szene des Films gezeigt, als Hannes am Grab der Apothekerin stand, mit der er vor Judith liiert war und die er offenbar auch schon vergiftet hatte.
Diese letzte Einblendung lässt Spielraum für Spekulationen, was Einbildung und was Wirklichkeit war und ob Hannes vielleicht doch noch lebt? 

## Produktion und Hintergrund
Die Dreharbeiten fanden vom 27. Juni bis zum 26. Juli 2023 in Wien, Venedig und im Burgenland statt. Gedreht wurde unter anderem im Restaurant Vestibül in Wien sowie in Gols.
Produziert wurde der Film von der österreichischen Mona Film und der deutschen Tivoli Film der Produzenten Thomas Hroch und Gerald Podgornig in Zusammenarbeit mit dem ZDF und dem Österreichischen Rundfunks. Unterstützt wurde die Produktion vom Fernsehfonds Austria, von Filmfonds Wien, von FISAplus und ABA Invest Work Film.
Die Kamera führte André Mayerhofer, die Musik schrieb Vera Marie Weber, die Montage verantwortete Niki Mossböck und das Casting Nicole Schmied. Das Kostümbild gestaltete Carola Pizzini, das Szenenbild Gerald Freimuth, den Ton Claus Benischke-Lang und die Maske Monika Puymann und Birgit Hirscher. Als Intimitätskoordinatorin fungierte Bernadette Maria Leitner. Hauptdarsteller Manuel Rubey und Regisseurin Johanna Moder hatten zuvor für High Performance zusammengearbeitet.

## Veröffentlichung
Premiere war am 26. August 2024 auf dem Festival des deutschen Films. Auf ORF 2 wurde der Film am 29. Dezember 2024 anlässlich des 50. Geburtstages von Hauptdarstellerin Julia Koschitz erstmals ausgestrahlt.
Im ZDF wurde der Film am 14. April 2025 erstmals gezeigt.

## Rezeption

### Kritiken
Oliver Alexander meinte auf quotenmeter.de, dass es an Schärfe, an echter Radikalität, an Mut und Unbequemlichkeit fehle. Alles wirke wie durch einen leichten Weichzeichner geschoben. Man traue sich nicht, dort, wo es weh tut, auch mal länger hinzuschauen. So bliebe Ewig Dein ein Film, der viel wolle und doch ständig zurückzucke. Ein Thriller, der an der Oberfläche glitzere und dort stecken bleibe.
Oliver Armknecht bewertete den Film auf film-rezensionen.de mit vier von zehn Punkten. Die Geschichte funktioniere prinzipiell schon, mache aber zu wenig, um sich von anderen thematisch ähnlichen Thrillern abzuheben. Hinzu komme die mangelnde Glaubwürdigkeit, vieles sei hier einfach zu holprig erzählt.
Rainer Tittelbach dagegen vergab auf tittelbach.tv fünf von sechs Sternen. Die Genre-Zweiteilung zwischen Psychodrama oder Psychothriller sei nicht nur erzähltechnisch klug, sie spiegle auch die Psyche einer der beiden Hauptfiguren wider. Stimmungsvolle Metaphern, Assoziationen und Antizipationen auf der Bildebene gehörten zu den besonderen Stärken des Films. Und Julia Koschitz und Manuel Rubey seien die perfekte Besetzung für diese schauspielerische Tour de Force.

### Einschaltquoten
Die Erstausstrahlung im ORF am 29. Dezember 2024 sahen bis zu 615.000 und durchschnittlich 592.000 Zuseher, der Marktanteil lag bei 23 Prozent.
Am 14. April 2025 verfolgten die Erstausstrahlung im ZDF 4,31 Millionen Zuschauer bei einem Marktanteil von 18,3 Prozent.

## Auszeichnungen und Nominierungen
Festival des deutschen Films 2024
- Nominierung für den Rheingold Publikumspreis[2][19]